# Tibioploides eskovianus
Tibioploides eskovianus là một loài nhện trong họ Linyphiidae.
Loài này thuộc chi Tibioploides. Tibioploides eskovianus được miêu tả năm 2001 bởi Kendo Saito & Ono.